# Istiblennius meleagris
Istiblennius meleagris és una espècie de peix de la família dels blènnids i de l'ordre dels perciformes.

## Morfologia
- Els mascles poden assolir 15 cm de longitud total.[1][2]

## Reproducció
És ovípar.

## Hàbitat
És un peix de clima temperat i associat als esculls de corall.

## Distribució geogràfica
Es troba al Pacífic occidental: des de Queensland fins a l'oest d'Austràlia.